# Hey Man, Smell My Finger
Hey Man, Smell My Finger est le sixième album de George Clinton sorti chez Paisley Park Records en 1993.

## Liste des morceaux
1. Martial Law
2. Paint the White House Black (featuring Ice Cube, Dr Dre, Public Enemy, Yo-Yo, Mc Breed, Kam)
3. Way up
4. Dis Beat Disrupts
5. Get Satisfied
6. Hollywood
7. Rhythm and Rhyme (featuring Humpty Hump de Digital Underground)
8. The Big Pump
9. If True Love
10. High in My Hello
11. Maximumisness
12. Kickback
13. The Flag Was Still There
14. Martial Law (Hey Man... Smell My Finger) (version single)